# Колібрі-ангел
Колі́брі-а́нгел (Heliomaster) — рід серпокрильцеподібних птахів родини колібрієвих (Trochilidae). Представники цього роду мешкають в Мексиці, Центральній і Південній Америці.

## Види
Виділяють чотири види:
- Колібрі-ангел синьоголовий (Heliomaster longirostris)
- Колібрі-ангел біловусий (Heliomaster constantii)
- Колібрі-ангел фіолетововусий (Heliomaster squamosus)
- Колібрі-ангел синьогрудий (Heliomaster furcifer)

## Етимологія
Наукова назва роду Heliomaster походить від сполучення слів дав.-гр. ἡλιος — сонце і μαστηρ — шукач.